# جون إل. ليفلي
جون إل. ليفلي (بالإنجليزية: John L. Lively)‏ هو فارس أمريكي، ولد في 18 يونيو 1943 في أوكلاهوما في الولايات المتحدة.